# Diaulomorpha asperitergum
Diaulomorpha asperitergum är en stekelart som först beskrevs av Girault 1915.  Diaulomorpha asperitergum ingår i släktet Diaulomorpha och familjen finglanssteklar. Inga underarter finns listade i Catalogue of Life.